# Турецкий дом (Риека)
Турецкий дом (хорв. Turska kuća или итал. Casa turca) расположен на перекрестке Верди и Лисинского в Риеке и был построен во времена Австро-Венгерской монархии.

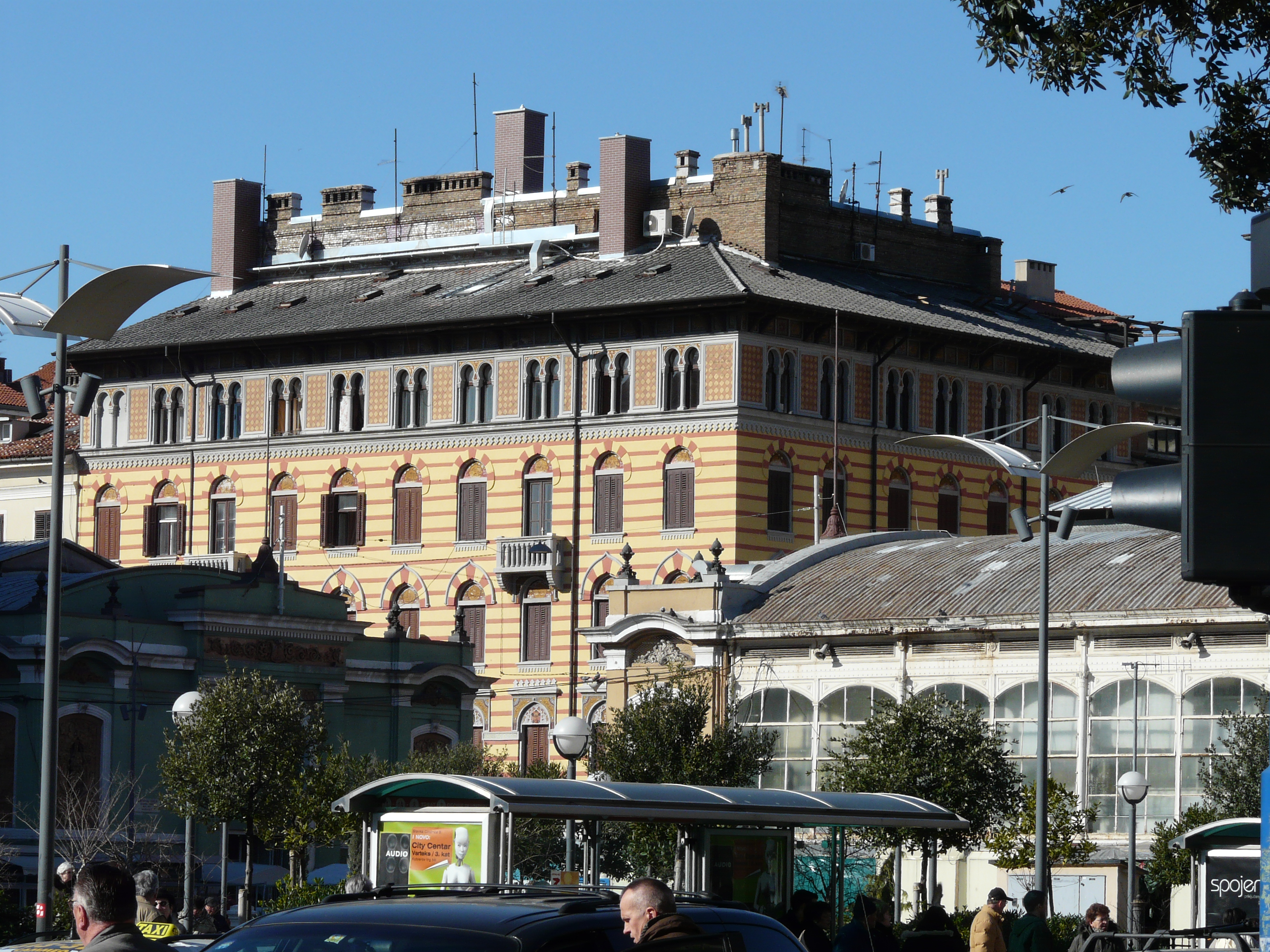
Турецкий Дом за центральним базаром Риеки.

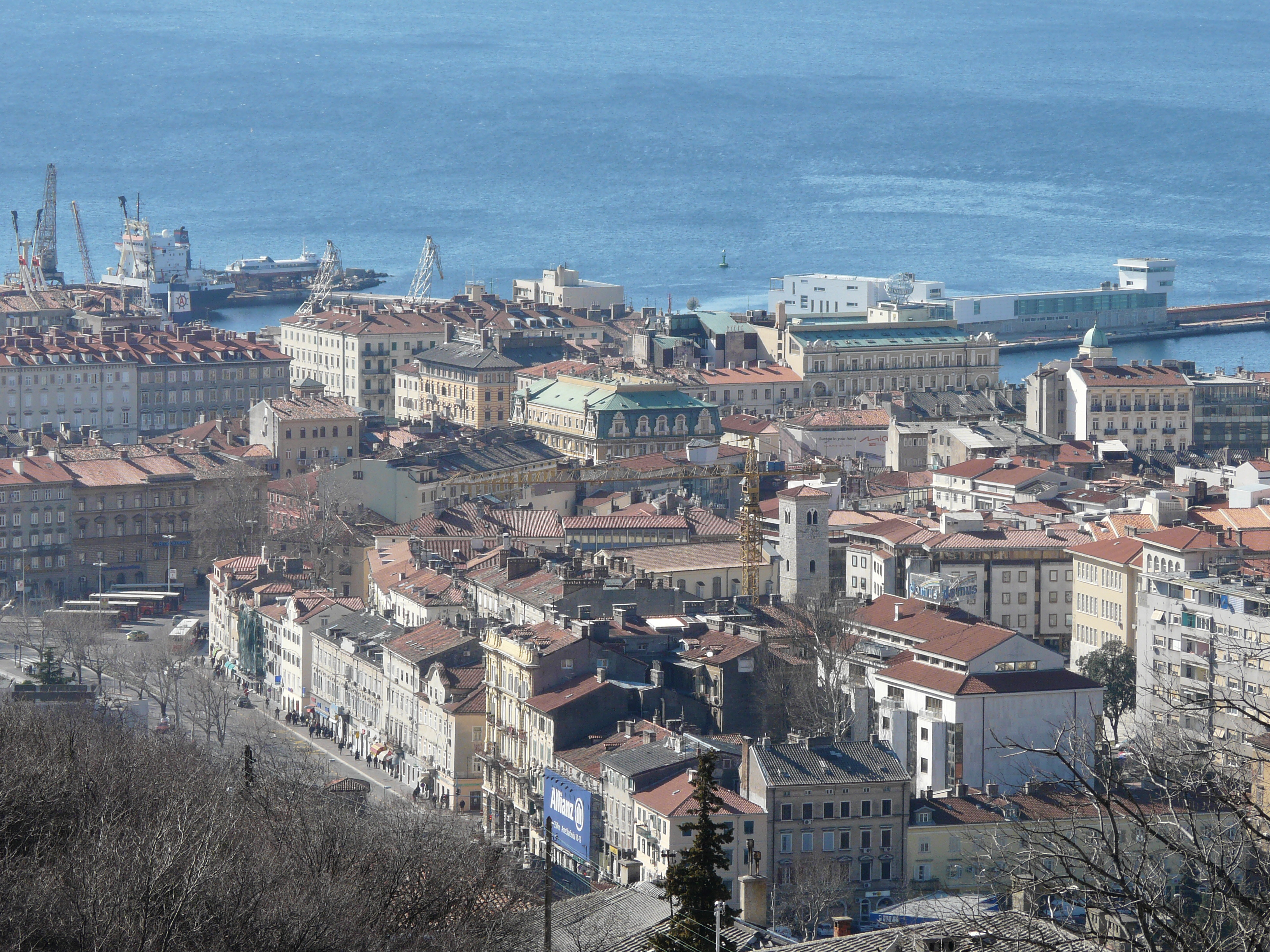
Вид на крыши Риеки с Трсата. В центре Дворец Модело, за ним Турецкий Дом.

Он был построен во времена Австро-Венгерской администрации в 1879 году в неомавританском стиле с арками над окнами, балконными дверями и мансардными окна (точнее, окнами под крышей), украшенный цветочными и геометрическими узорами, человеческими ликами, арабским письмом и цифрами. Надписи на арабском языке и исполнены в разных вариантах арабской вязью. Вокруг них цветочные орнаменты и принты на куполообразных подковах над окнами, дверями, так и непосредственно под крышей. Мавританский стиль характеризуется переосмыслением и имитацией архитектурных приемов португальского, исламского и испанского средневекового зодчества.
Дом был собственностью Николая Николаки-эфенди Ноклаидеса (Nikolaja Nikolaki-efendije Nikolaides) (1855—1933), бывшего дипломата и торгового представителя Османской империи в Испании, а с 1898 года консула в Риеке.
Рядом с домом расположился центральный базар Риеки.
Декоративные арки вместе с архитектурными восточными стилистическими особенностями здания — это уникальный ресурс для истории искусства и культурологии.

## Галерея

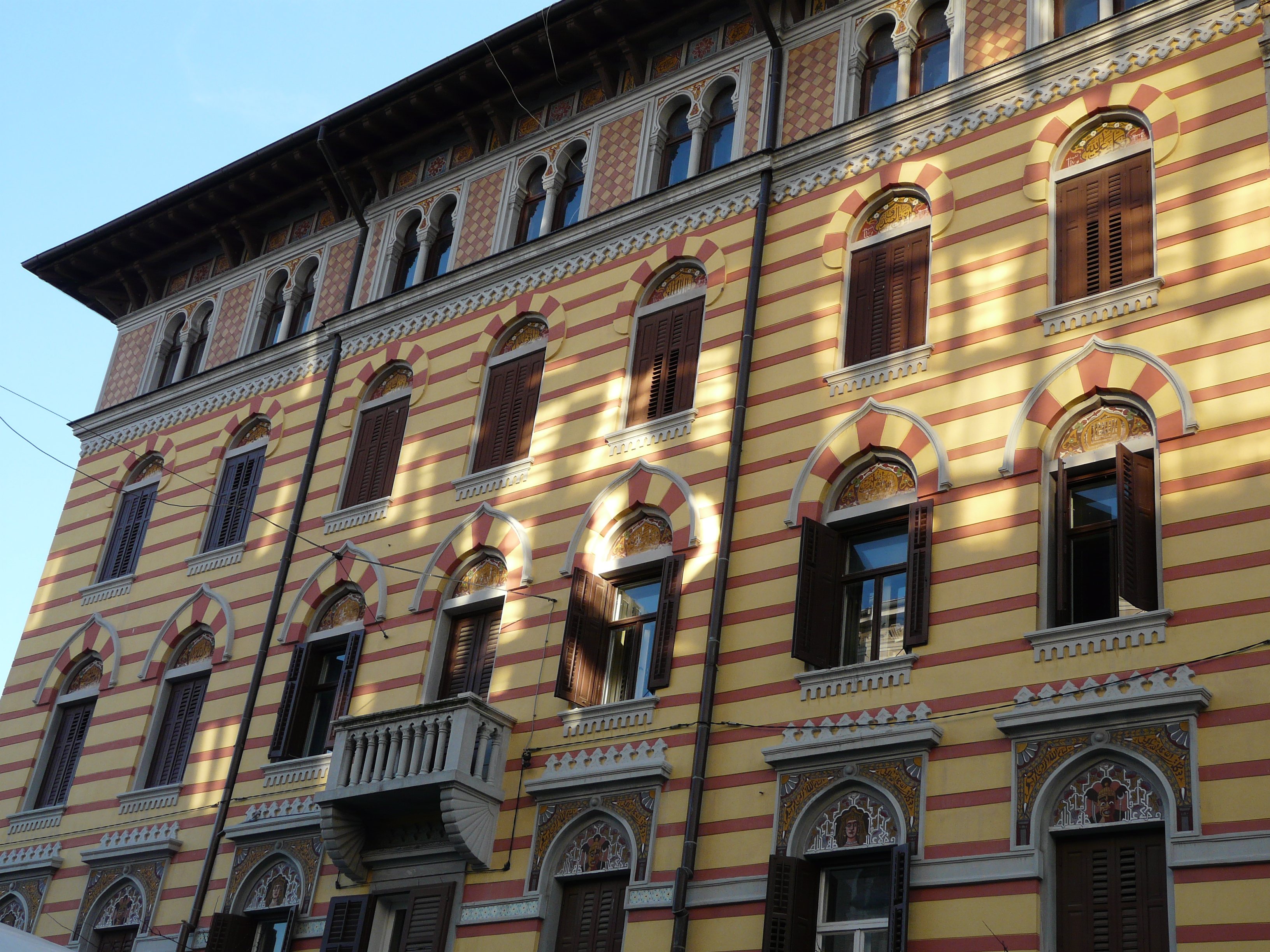
Окна Турецкого дома в Риеке.
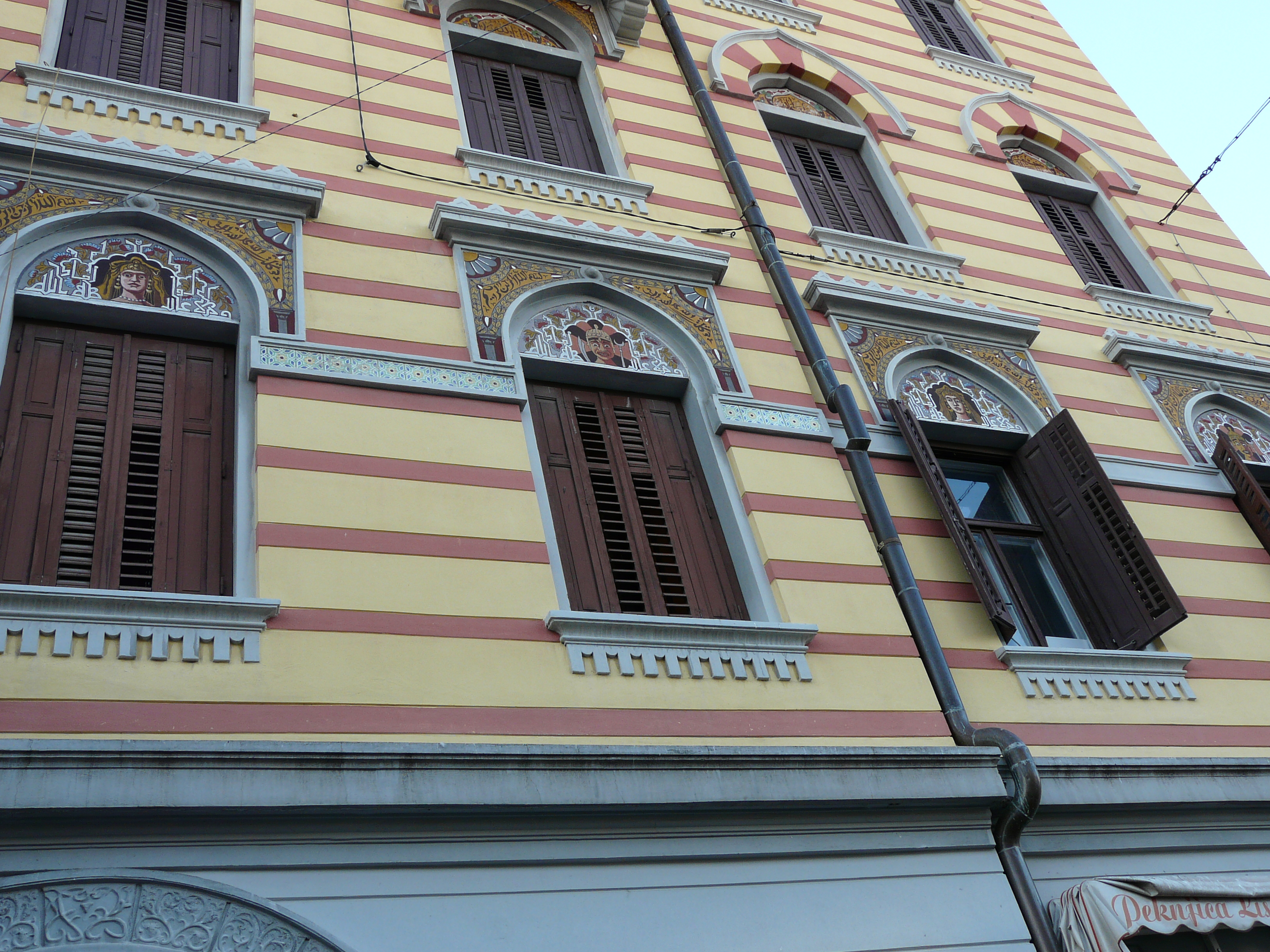
Окна Турецкого дома в Риеке.
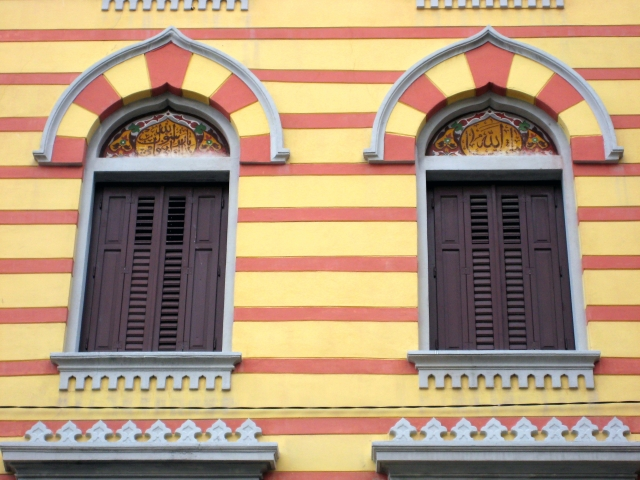
Надписи над окнами и балконными дверьми.
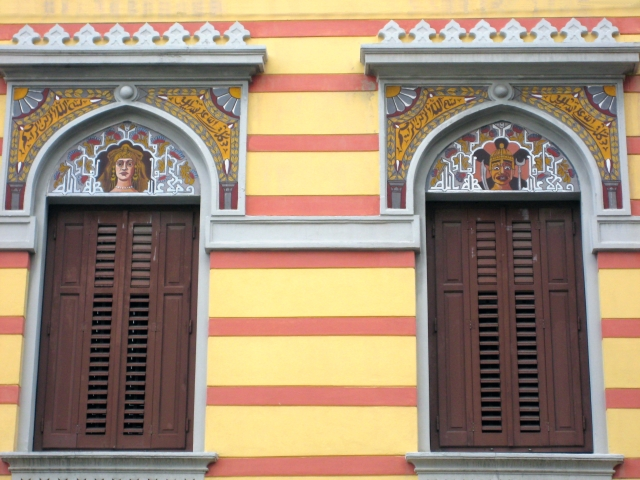
Человеческие лики на доме.
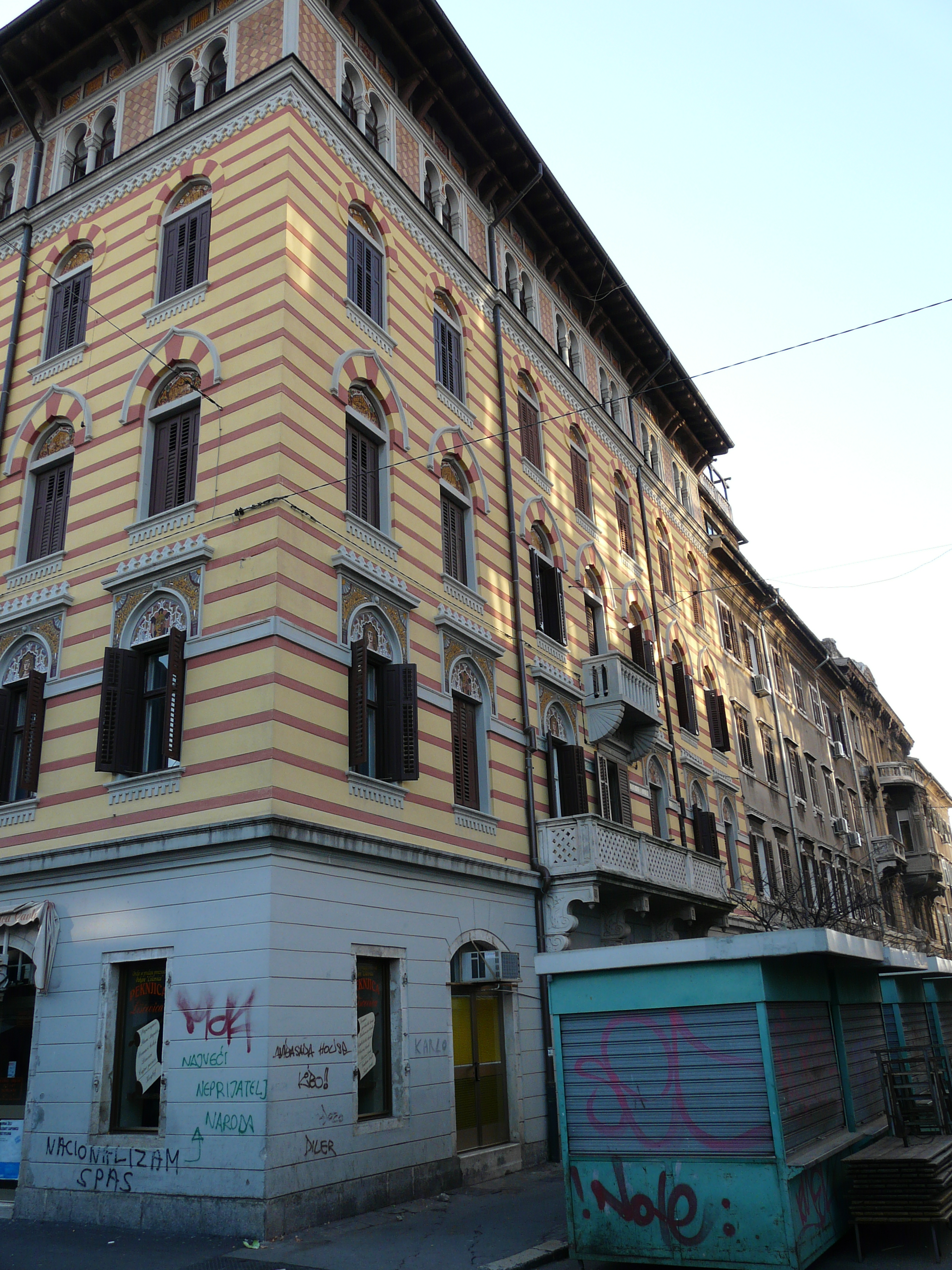
«Turska kuća» — вид справа.